# Chris Kane
Chris Kane est un footballeur écossais né le 5 septembre 1994 à Édimbourg. Il évolue au poste d'attaquant.

## Carrière
Il inscrit 10 buts en deuxième division écossaise lors de la saison 2013-2014 avec le club de Dumbarton.
Lors de la saison 2015-2016, il joue deux matchs en Ligue Europa avec l'équipe de St Johnstone.
Le 3 août 2017, il prolonge son contrat de deux années supplémentaires avec le St. Johnstone FC. En février 2024, il rejoint en prêt le Dunfermline Athletic pour le reste de la saison,. En mai 2024, le club, St. Johnstone FC, annonce son départ à la fin de son contrat.
Fin mai 2024, il rejoint définitivement le club de Dunfermline Athletic pour une durée de contrat de deux ans.

## Palmarès

### En club
- St Johnstone
  - Vainqueur de la Coupe de la Ligue écossaise en 2021
  - Vainqueur de la Coupe d'Écosse en 2021